# Liste der Mitglieder der National Academy of Sciences/2004
Im Jahr 2004 wählte die National Academy of Sciences der Vereinigten Staaten 90 Personen zu ihren Mitgliedern.

## Neugewählte Mitglieder
- A. Paul Alivisatos
- Susan G. Amara
- Jeffrey L. Bennetzen
- Joseph Bernstein
- Robert J. Birgeneau
- Lawrence D. Bobo
- Louis E. Brus
- Philip H. Bucksbaum
- Kevin P. Campbell
- Catherine Cesarsky
- Paul M. Chaikin
- Martin Chalfie
- F. Stuart Chapin, III
- Phillip Colella
- Shaun R. Coughlin
- Ramanath Cowsik
- Stephen H. Davis (1939–2021)
- Deborah P. Delmer
- David L. Denlinger
- Rodolfo Dirzo
- Robert D. Drennan (1947–2025)
- Jorge Durand
- Andrew Z. Fire
- Andrea M. Ghez
- Shafrira Goldwasser
- Jack Goody (1919–2015)
- E. Peter Greenberg
- Diane E. Griffin (1940–2024)
- Benedict H. Gross
- Robert Ernest Hall
- Riitta Hari
- Don Helmberger (1938–2020)
- Barry H. Honig
- Nancy Hopkins
- Richard L. Huganir
- Jacob N. Israelachvili (1944–2018)
- Raymond Jeanloz
- Edward G. Jones (1939–2011)
- David Julius
- Nicholas M. Katz
- Mark T. Keating
- Raymond C. Kelly
- Dennis V. Kent
- William S. Knowles (1917–2012)
- John R. Krebs
- Alan M. Lambowitz
- Andrew E. Lange (1957–2010)
- Charles M. Lieber
- Dan R. Littman
- Elizabeth F. Loftus
- M. Brian Maple
- Stephen L. Mayo
- Walter Mischel (1930–2018)
- Nancy A. Moran
- Teruaki Mukaiyama
- Margaret M. Murnane
- Charles M. Newman
- Elissa L. Newport
- Erin K. O’Shea
- George F. Oster (1940–2018)
- Svante Paabo
- Tony Pawson (1952–2013)
- S. George H. Philander
- John T. Potts, Jr.
- Peter H. Quail
- Venki Ramakrishnan
- Ronald L. Rivest
- R. G. Hamish Robertson
- V. Kerry Smith
- H. Eugene Stanley
- David J. Stevenson
- Nancy L. Stokey
- Alan M. Title
- Margaret A. Tolbert
- Lap-Chee Tsui
- Monica G. Turner
- James W. Vaupel (1945–2022)
- John E. Walker
- Peter Walter
- Xiaodong Wang
- Sue Hengren Wickner
- Ian Wilmut (1944–2023)
- Maw-Kuen Wu
- George D. Yancopoulos
- Tilahun D. Yilma
- Jacob Ziv (1931–2023)
- Huda Y. Zoghbi
- Maria T. Zuber
- Charles S. Zuker
- Frans B. M. de Waal